# ایران اکسپو (۲۰۲۴)
ایران اکسپو نمایشگاهی از کالاهای جمهوری اسلامی ایران در حوزه صادرات است که برای ششمین بار در اردیبهشت ۱۴۰۳ در نمایشگاه بین‌المللی در تهران برپا شده است.
ریاست ستاد برگزاری ایران اکسپو را مجید تکبیری بر عهده دارد. این نمایشگاه در حوزه صادرات در هفت گروه کالایی برگزار می شود که شامل:‌ صنایع غذایی، کشاورزی و شیلات؛ صنعت؛ قالی دستباف؛ صنایع‌ دستی و گردشگری؛ دارو، تجهیزات پزشکی و محصولات شیمیایی؛ صنعت ساختمان و خدمات فنی و مهندسی و گروه پتروشیمی است.

## تاریخچه
به گفته معاون کمیسیون‌ها، مجامع و شوراهای اتاق ایران، 
نمایشگاه ایران اکسپو (IRANEXPO)، برای اولین بار از سال ۱۳۹۲ در ایران برگزار شده است. این نمایشگاه در ادوار دیگری نیز برپا شده است که شامل پنج دوره بترتیب در سالهای ۲۰۱۳، ۲۰۱۷ ، ۲۰۱۸، ۲۰۱۹، ۲۰۲۳ میباشد.

## وجه تسمیه
واژه اکسپو برگرفته شده است از کلمه انگلیسی Expo، و این لغت از کلمه Exposition اقتباس شده است که به معنی نمایشگاه می‌باشد.